# Портретная миниатюра
Портретная миниатюра — жанровая разновидность портрета, изображение малого формата (от 1,5 до 20 см), отличающееся особой тонкостью письма и своеобразной техникой выполнения.

## Виды и форматы
Виды и форматы миниатюр разнообразны: их писали на пергаменте, бумаге, картоне, слоновой кости, на металле и фарфоре, используя акварель, гуашь, специальные художественные эмали или масляные краски. Автор может вписать изображение, в соответствии со своим композиционным решением или руководствуясь пожеланием заказчика, в круг, овал, ромб, восьмиугольник и т. д. Классической портретной миниатюрой считается миниатюра, выполненная на тонкой пластинке из слоновой кости.
Как и живописный, миниатюрный портрет может быть камерным или парадным; одно-, двух- или многофигурным; иметь сюжетную основу или не иметь таковой. Как и на большом, «взрослом», портрете изображённое лицо может помещаться на нейтральном, пейзажном фоне или в интерьере. И хотя миниатюрный портрет подчиняется тем же основным закономерностям развития и тем же эстетическим канонам, что и весь портретный жанр в целом, но, однако же, отличается от него как по существу художественного решения, так и своей областью приложения — миниатюра всегда носит более интимный характер.
Небольшие изображения вставляли в медальоны и носили на груди или хранили в футляре, украшали ими крышки табакерок, веера, часы и даже браслеты, броши и перстни.
Для предохранения хрупкой основы от деформации или поломки, а живописи — от физических повреждений, царапин и выцветания, готовую миниатюру вставляли в металлическую оправу со стеклом, закрывавшим её с обеих сторон. Стекло могло быть плоским или слегка выпуклым, таким образом изображению придавалась особая выразительность. С обратной стороны портрета размещалась пластинка с орнаментом, а иногда туда вкладывалась прядь волос дорогого человека. Существуют также двойные миниатюры, изображения в которых размещены с обеих сторон. Нередко оправа сама является произведением ювелирного искусства. Самым распространённым материалом для обрамления была золочёная бронза, однако миниатюры оправлялись также в серебро и золото. В конце XIX века фирма Карла Фаберже выпускала рамки для миниатюрных портретов и фотографий.
Миниатюрные портреты брали с собой, отправляясь в путешествие или в военный поход. В начале XIX века такие портреты также становятся частью интерьера: в кабинетах, гостиных и библиотеках миниатюры в рамках размещали на столе или развешивали на стенах. Часто стена была заполнена рядами миниатюрных портретов, напоминавших о родных и близких людях.
Среди портретных миниатюр особое место занимает так называемый жалованный портрет. Изображённые на медальонах портреты царствующих особ, оправленные в золото и усыпанные драгоценными камнями, жаловались за особые заслуги и считались самой престижной наградой для подданных. Жалованные портреты носили на ленте или банте, вешали в петлицу. Известно, что Екатерина II дважды одаривала своего фаворита графа Г. Г. Орлова такими портретами. На миниатюре А. И. Чёрного (Чернов) граф изображён с драгоценным миниатюрным портретом Екатерины II на голубой ленте.
На груди великого русского полководца графа Суворова можно видеть две такие награды.
Миниатюры на эмали (особенно жалованные) выполнялись, как правило, по живописным оригиналам (или гравюрам) известных мастеров. Менее трудоёмкие портреты на кости и бумаге писались преимущественно с натуры. В технике миниатюры работали многие крупные художники.

## История портретной миниатюры
Как отдельный жанр живописного искусства портретная миниатюра сформировалась в эпоху Возрождения, по технике и стилю исполнения она происходит от книжной миниатюры.
Самые прославленные английские мастера второй половины XVI — начала XVII века — Николас Хиллиард и его ученик Исаак Оливер.
Период от XVIII до первой половины XIX века — время расцвета портретной миниатюры.
Итальянская художница Розальба Каррьера ввела технику живописи гуашью на пластине из слоновой кости с цветным фоном.
В конце XVIII — начале XIX века в жанре портретной миниатюры работали многие художники, среди которых: во Франции — Жан Оноре Фрагонар, Жан-Батист Изабе, Пьер Адольф Халл, Пьер Шарль Сиор, Ансельм Франсуа Лагрене, Жак Огюстен, Элизабет Виже-Лебрен, Жан Анри Беннер (создатель знаменитой «Романовской серии») и другие; в Англии — П. Э. Строли; в Австрии — И. Б. Лампи (старший).
28 апреля 1733 года произошёл известный пожар, приведший к утрате большого числа портретных миниатюр. Это случилось в лондонском джентльменском клубе White's Chocolate and Coffee House (Уайтс). Сэр Эндрю Фонтейн снял две комнаты в Уайтс, чтобы временно хранить свою огромную коллекцию миниатюрных портретов, выполненных прославленными мастерами эпохи Тюдоров: Николасам Хиллиардом, Исааком Оливером, Сэмюэлем Купером и другими. Весь дом сгорел; количество уничтоженных картин было настолько велико, что пепел тщательно просеивали, чтобы добыть золото из сожженных элементов миниатюр.

### Портретная миниатюра в России
Портретная миниатюра в России как самостоятельный вид изобразительного искусства появилась и стала развиваться во времена Петра I.
К середине XVIII века миниатюрная живопись достигла небывалой популярности, издавались руководства и пособия в помощь желающим освоить этот род искусства. Одно из пособий было переведено с немецкого и издано в Москве в 1765 г. под названием «Основательное и ясное наставление в миниатюрной живописи, посредством которого можно сему искусству весьма легко и без учителя обучиться». Были изданы и французские справочники по искусству миниатюры. Для художников-любителей в продаже имелись наборы для рисования, куда входили готовые пластинки из слоновой кости (или основа из картона), краски и кисти. Некоторые художники-любители со временем становились настоящими профессионалами и первоклассными мастерами и приобретали известность, как, например, Ксавье де Местр.
Многие русские художники отправлялись учиться или стажироваться в Европу.
В связи с большой популярностью жанра при петербургской Императорской Академии художеств в 1779 году был открыт класс миниатюрной живописи, где обучали и «финифтяному искусству».
В 1820-х годах в классе преподавалась «миниатюра большая и малая, масляными и водяными красками, а также на финифти». Отдельный класс художественной росписи по эмали был учреждён в Академии художеств в 1779 году. В течение многих лет его возглавлял известный художник П. Г. Жарков.
В России работали многие известные европейские мастера: А. Молинари писал миниатюрные портреты императора Александра I и членов его семьи, некоторое время давал уроки рисования в доме графа Бутурлина. Швейцарский художник А. Ф. Г. Виоллье приехал в Россию в 1780 году и прожил здесь почти пятьдесят лет.
Выдающимися мастерами портретной миниатюры были: Алоизий Петрович (Алоиз Густав) Рокштуль — академик миниатюрной живописи (с 1840 г.), А. Х. Ритт, Д. И. Евреинов — мастер миниатюры на эмали.
Один из крупнейших русских художников В. Л. Боровиковский наряду с большими станковыми портретами писал и миниатюрные, размером до 20 см. Эти портреты находятся в коллекции Русского музея.
Во второй половине XVIII в. под влиянием идей классицизма, археологических находок и увлечения античностью в искусстве малых форм зарождается и получает распространение новый тип миниатюрного профильного портрета, имитирующего камею.
В первой половине XIX века, в связи с невероятной модой на миниатюрные портреты на кости и доступностью этой техники не только для профессионалов, но и для любителей, художественная роспись по эмали стала постепенно исчезать.
С появлением дагерротипии и распространением фотографии портретная миниатюра, как жанр значительно более трудоёмкий и дорогостоящий, практически утратила былое значение. Сейчас миниатюрные портреты кисти современных мастеров, выполненные маслом на основе из перламутра или папье-маше, можно встретить среди произведений мастеров Федоскино.

## Техника портретной миниатюры
Основой для портретных миниатюр служат слоновая кость, бумага, пергамент. В некоторых случаях — металл (медь, цинк или золото). Встречаются образцы, выполненные на перламутре. В. Л. Боровиковский для своих миниатюрных портретов в качестве основы нередко использовал жесть и писал масляными красками.
Сложная по технике исполнения миниатюра на эмали была доступна лишь избранным слоям высшего общества, и потому круг заказчиков таких портретов был весьма ограничен. Миниатюра на кости была значительно более лёгкой в исполнении, требовала меньших временны́х затрат и, следовательно, была намного более дешёвой. Кроме того, эту технику вполне могли освоить даже художники-любители.

### Миниатюра на кости, бумаге, картоне
Относительная простота этой техники в самой большой степени способствовала столь широкому распространению жанра миниатюрного портрета в XVIII—XIX веках. В середине XVIII века вошли в употребление очень тонкие костяные пластины, толщиной 0,3—1 мм. Под полупрозрачную кость часто подкладывалась серебряная или золотая фольга, что усиливало светосилу красок. Миниатюры писались очень тонкими кистями либо акварелью, и тогда через полупрозрачные краски просвечивал естественный тон слоновой кости, либо акварелью в сочетании с гуашью и белилами плотным корпусным письмом. Техника наложения красок в портретной миниатюре на кости характерна только для этого жанра: портреты исполняли тончайшим пунктиром (пуантелью) — маленькими точками или короткими штрихами, которые и формировали изображение. Фон и костюмы часто писались более широким свободным штрихом.

### Миниатюра на эмали
Технология росписи по эмали чрезвычайно сложна и требует наличия специального оборудования. Изобретение особых красок, способных выдержать высокую температуру обжига, связывают с именем французского художника и ювелира Жана Тунена. С их появлением в европейской живописи получило развитие тонкое и изящное искусство художественной росписи по эмали (в России её называли финифтью).
Основой для художественной росписи по эмали является тонкая пластинка из металла, как правило, медная (реже золотая). Сначала эту заготовку, подобранную по размеру и форме и слегка выпуклую, тщательно подготавливают — отжигают, протравливают в концентрированной соляной кислоте, промывают и сушат. С обратной стороны она покрывается слоем контрэмали с тем, чтобы предотвратить деформацию. Затем на лицевую сторону наносится первый слой жидкой эмали, состоящий из смеси белой эмали и воды. После тщательного просушивания в сушильном шкафу пластинка обжигается в муфельной печи при температуре 700—800 °C. Затем подобным же образом наносятся ещё два слоя эмали. После финального обжига поверхность пластины приобретает гладкий и блестящий вид.
Краски, которыми пишутся миниатюры, изготавливаются из окислов различных металлов: окиси меди придают краске зелёные тона, кобальт — синие, железо — красные, олово — белый цвет. Примесь соединений золота позволяет получить драгоценный пурпурный тон. Добавление белой эмалевой краски в другие, как и в живописи маслом, осветляет основной тон и делает его непрозрачным.
Растёртые до состояния порошка краски смешиваются с маслом (скипидарным или лавандовым) и скипидаром. Перед обжигом масло выпаривается в открытой муфельной печи до исчезновения дыма.
Полностью законченная живописная работа покрывается защитным слоем прозрачной эмали — фондоном.
Сложность росписи подобными красками состоит, в частности, в том, что температура плавления живописных эмалей разная — от 660 до 900 °C, и потому наносить краски следует в порядке убывания температуры обжига, то есть в первую очередь на заданную часть рисунка накладывают те эмали, которые имеют самую высокую температуру плавления. Затем их обжигают и наносят следующий слой красок. Процесс может повторяться многократно.
Кроме того, некоторые краски после обжига изменяют свой цвет, поэтому художники пользуются специальной палитрой — белой эмалевой пластиной с пробами различных цветов, по которым можно судить, как будет выглядеть та или иная краска на заключительном этапе.
На каждой из стадий работа может быть испорчена в результате нарушения технологии: не полностью просушенная перед обжигом эмаль вздуется пузырями, или на ней появятся поры; при недостаточной температуре или времени обжига эмаль расплавится не до конца — поверхность будет неровной и шероховатой; при завышенной температуре и перегреве краски могут выгореть. При попадании в эмаль мельчайших посторонних частиц (металла, пыли и т. п.) на живописной миниатюрной поверхности появятся пятна.
Для росписи по эмали старые мастера считали наилучшими кисти, изготовленные из хвостиков горностаев.